# Peter Untucht
Peter Untucht (* 25. Oktober 1958 in Wetzlar) ist ein deutscher Autor von Reiseführern und Schriftsteller.
Peter Untucht zog von seinem Geburtsort Wetzlar nach Freiburg im Breisgau, um an der dortigen Universität Germanistik und Geschichte zu studieren und schloss das Studium mit dem Magister Artium ab. Seitdem lebt er in Freiburg. Vor seiner Autorenkarriere war er als freier Journalist und Texter einer Werbeagentur tätig. 
Im Jahr 2002 erschien im Claassen-Verlag sein Roman Zwei hinterm Limes. Dieser Roman ist eines von wenigen neueren Werken mit literarischem Anspruch, die in Wetzlar und dessen mittelhessischer Umgebung spielen. Briefcharakter, Chronologie, Wahl des Ortes und der Namen sowie inhaltliche Motive spielen ironisch auf Die Leiden des jungen Werthers von Goethe an, der seinen Roman ebenfalls in Wetzlar ansiedelte.

## Publikationen
Sachbücher
- Freiburg und die Regio
- Wetten, dass? Das offizielle Buch zur Show

Romane
- Zwei hinterm Limes. München: Claassen Verlag (2002) ISBN 3-546-00312-8